# Relais 4 × 100 mètres masculin aux Jeux olympiques d'été de 1952 (athlétisme)
Pour un article plus général, voir Athlétisme aux Jeux olympiques d'été de 1952.
Navigation
Londres 1948 Melbourne 1956
L'épreuve du relais 4 × 100 mètres masculin aux Jeux olympiques de 1952 s'est déroulée les 26 et 27 juillet 1952 au Stade olympique d'Helsinki, en Finlande.  Elle est remportée par l'équipe des États-Unis (Dean Smith, Harrison Dillard, Lindy Remigino et Andy Stanfield).

## Résultats

### Finale
| Rang               | Pays             | Athlètes                                                     | Temps  | Notes |
| ------------------ | ---------------- | ------------------------------------------------------------ | ------ | ----- |
| Médaille d'or      | États-Unis       | Dean Smith Harrison Dillard Lindy Remigino Andy Stanfield    | 40 s 1 |       |
| Médaille d'argent  | Union soviétique | Boris Tokarev Levan Kalyayev Levan Sanadze Vladimir Sukharev | 40 s 3 |       |
| Médaille de bronze | Hongrie          | László Zarándi Géza Varasdi György Csányi Béla Goldoványi    | 40 s 5 |       |
| 4                  | Grande-Bretagne  | McDonald Bailey William Jack Jack Gregory Brian Shenton      | 40 s 6 |       |
| 5                  | France           | Alain Porthault Étienne Bally Yves Camus René Bonino         | 40 s 9 |       |
| 6                  | Tchécoslovaquie  | František Brož Jiří David Miroslav Horčic Zdeněk Pospíšil    | 41 s 2 |       |